# Abeczedarium Szlowenszko
Abeczedarium Szlowenszko (Slovenski abecednik) je druga tiskana knjiga v prekmurščini iz leta 1725.  
Hkrati je prvi prekmurski učbenik. Verjetno ga je napisal Mihael Kotsmar (Kerčmar) petrovski evangličanski duhovnik. Tiskar knjige ni znan.  
Celoten naslov: Abeczedarium Szlowenszko, za Drobno Detzo, vön ſzpüscheno. Prvi prekmurski abecednik je bil natisnjen na Saškem. Slovenski evangeličanski duhovnik Vili Kerčmar predpostavlja, da je avtor abecednika Franc Temlin, ki je sicer napisal prvo prekmursko knjigo. 

## Knjiga
Grafika sledita v glavnem Temlinu, vendar je jezik v Abeczedariumu drugačen od jezika v Temlinovem Malem katechismusu. Nekaj enakosti je pri desetih božjih zapovedih, npr. pri Temlinu Nemai drugi Bougov pouleg ino Zvüna mené, v Abeczedariumu Nei-mai drügi Bo-gouv pouleg mé-ne. Za š in ž piše s in redkeje ſ, tega tudi v zvezi ſz, kot s, za č piše poleg cs, ch, ali cſ. J označuje z i, v primeru (vollye, je volje). Podvojeno piše ll (králl, vollo), končni -l pri samostalnikih ter pri preteklem deležniku, kar je tako kajkavski kot slovenski vpliv. Redko piše u za v v začetku (gerlo, kerv), tudi končni -h (témnih, douli). Kajkavske besede so npr. kotei, otec, poiti.
V Abeczedariumu je jezik bolj naslonjen na kajkavsko-hrvaško obliko, medtem ko v Temlinovem katekizmu je bližje pravemu prekmurskemu jeziku. Molitve so si zelo podobne in močno pod vplivom kajkavske predloge. Toda prevod treh psalmov je močno naslonjen na prevod Jurija Dalmatina, npr.: v 5. psalmu: …merkai na moje govorgeinye (Abeczedarium); merkaj na moje govorjenje (Dalmatin).
Abeczedarium Szlowenszko in Mali katechismus sta položila temelj prekmurskega knjižnega jezika, ki ga je potem kodificiral Štefan Küzmič s svojim izgubljenim abecednikom ABC kni'snicza in katekizmom Male szlovenszki katekizmuss ter s prevodom Nove zaveze (Nouvi Zákon). Ohranil se je edino prevod Nove zaveze.
Mikloš Küzmič je leta 1790 izdal svoj abecednik, ki je omogočil enotni šolski pouk v prekmurščini v šolah Slovenske okrogline.
Leta 1786 je Mihael Bakoš popravil in dopolnil Abeczedarium tako, da je nepotrebne kajkavske izraze nadomestil s prekmurskimi. Novi abecednik se je objavil pod naslovom Szlovenszki abeczedár v Požonu (danes Bratislava).